# Neostroblia longigena
Neostroblia longigena là một loài tò vò trong họ Ichneumonidae.